# Грейси (премия)
«Грейси» (англ. Gracie Award) — американская премия, вручаемая ежегодно с 1999 года Альянсом женщин в СМИ женщинам, которые внесли значительный вклад в отрасли телевидения, радио, рекламы и театра.
Награда была названа в честь Грейси Аллен, комедийной актрисы и предпринимателя, прославившейся в тридцатые годы XX века. В первые годы награда носила название Gracie Allen Awards, а в 2011 году была переименована просто в Gracie Award. Сама же церемония вручения наград проводится на Бродвее в Нью-Йорке.

## Категории премии
- Outstanding Anchor News-News Magazine
- Outstanding Interactive Website
- Outstanding Portrait/Biography Programming
- Outstanding Special Program
- Outstanding Public Affairs Program
- Outstanding Public Service Announcement
- Outstanding Commercial — Single Entry
- Outstanding Drama
- Outstanding Feature — Soft News
- Outstanding Feature — Hard News
- Outstanding Director — Entertainment Series or Special
- Outstanding Documentary — Short Format
- Outstanding Documentary — Mid-length Format
- Outstanding Documentary — Long Format
- Outstanding Producer — Entertainment Series or special
- Outstanding Producer — News Series or Special
- Outstanding Supporting Actress — Drama Series
- Outstanding Supporting Actress — Mini Series
- Outstanding Female Lead — Drama Series
- Outstanding Female Lead — Mini Series
- Outstanding Host — News Program
- Outstanding Host — Entertainment
- Outstanding Host — Information